# Ардамерска епархия (Римокатолическа църква)
 Тази статия е за римокатолическата титулярна епархия.  За историческата и православната вижте Йерисовска, Светогорска и Ардамерска епархия.  
Ардамерската епархия (на латински: Dioecesis Ardameriensis) е титулярна епископия на Римокатолическата църква с номинално седалище в македонския град Ардамери, Гърция. Епархията е подчинена на Солунската архиепископия. Като титулярна епископия е установена в 1933 година.